# Kang Mi-na
Kang Mi-na née le 4 décembre 1999 à Icheon, est une actrice et chanteuse sud-coréenne.

## Biographie
Elle est surtout connue pour avoir terminé neuvième de l'émission de survie du groupe girl de  Produce 101. Elle est une ancienne membre des groupes de filles I.O.I et Gugudan, ainsi que de ses sous-groupes 5959 et SeMiNa. Kang est également connue pour ses rôles dans la série télévisée Dokgo Rewind (2018), Tale of Fairy (2018), Hotel del Luna (2019), Summer Guys (2021), Moonshine (2021–2022), Café Minamdang (2022) et Welcome to Samdal-ri (2023).
Kang Mi-na est née à Icheon, puis a déménagé à Jeju City à l'âge de huit ans. Elle est diplômée de l'École des arts du spectacle de Séoulen 2018.